# عزرا ناجي زلخا
 عيزرا ناجي زلخا يهودي عراقي ولد بالموصل في يناير 1927، وحصل على شهادة متوسطة أهلته للعمل موظفاً في أرشيف وزارة التجارة في بغداد اعتقل بزمن صدام حسين بتهمة التجسس لصالح إسرائيل وتم إعدامه في سنة 1969.